# Kalte Berechnung
Kalte Berechnung (Englischer Originaltitel: Cold Equations) ist eine 2012 erschienene Trilogie aus der US-amerikanischen Science-Fiction-Romanreihe Star Trek: The Next Generation. Verfasst von US-Autor David Mack, gehört sie zur literarischen Fortsetzung der Fernsehserie Raumschiff Enterprise – Das nächste Jahrhundert nach der Handlung des vierten, auf der Fernsehserie basierenden Kinofilms Star Trek: Nemesis. Auf Englisch erschien die Trilogie beim Simon-&-Schuster-Imprint Pocket Books, auf Deutsch erschien sie 2015 beim Verlag Cross Cult erstmals, sowohl als Taschenbücher als auch als E-Books. Die Trilogie besteht aus den Romanen Die Beständigkeit der Erinnerung, Lautlose Waffen und Diabolus ex Machina. Von Rückblenden abgesehen, spielt die Handlung im Jahr 2384, etwas mehr als vier Jahre nach dem Film Nemesis, in dem der Androide Data gestorben war. Die Geschichte der Trilogie beinhaltet die Wiederauferstehung von Data.

## Handlung

### Die Beständigkeit der Erinnerung

#### Rückblende: 2367 bis 2384
In einer Rückblende berichtet der Androide Dr. Noonien Soong als Ich-Erzähler von seinem Leben zwischen 2367 und 2384. Anfangs droht dem Menschen Soong auf seinem Heimatplaneten Omicron Theta der baldige Tod durch eine Katastrophe, angesichts dessen er sein gesamtes Wissen in einen selbstgeschaffenen, gleichnamigen Androiden transferiert. Bei der Katastrophe stirbt der Mensch Soong, wohingegen seine andere Schöpfung, der Androide Data, überlebt und bald darauf von der Sternenflotte gefunden wird. Anstelle des Menschen Soong lebt nun der Androide Soong. Dieser ist imstande, sich wie ein Chamäleon zu verhalten, d. h. sein Erscheinungsbild der Umwelt und den jeweiligen Bedürfnissen anzupassen, um so unerkannt und getarnt leben zu können. Unter Verwendung von Tarnidentitäten lebt er jahrelang auf verschiedenen Planeten und führt aus dem Hintergrund mehrere Scheinfirmen und andere Unternehmen, arbeitet auch als Kasinomagnat. Zudem beobachtet er insgeheim den Werdegang Datas und bemerkt so etwa 2371, dass Data sich den Emotionschip von Lore eingesetzt hat.
Immer wieder geht Soong auf seine frühere, menschliche Ehefrau Juliana ein. Diese hatte ihn, als er noch als Mensch lebte, einst verlassen. Später schuf Soong einen Androiden, der Juliana verkörperte und der sich selbst als Mensch und nicht als künstliches Wesen sieht. Jedoch verließ auch diese Juliana ihren Mann wieder. Nun, Anfang 2370, bemerkt der Androide Soong, dass die menschliche Juliana wieder geheiratet hat, und ist darüber erschüttert. Etwas später stirbt sie wegen fehlerhafter biometrischer Programmierung von Soong. Er kann sich ihres toten Körpers nicht bemächtigen, weil Data ihm zuvor kommt. Später erfährt er, dass sein einstiger Mentor Waslowick, der ein Jahrhunderte altes, unsterbliches Wesen ist, ein holotronisches Androidengehirn entwickelt hat, eine weiterentwickelte Art der künstlichen Gehirne seiner eigenen Androiden. Deshalb, und weil Waslowick mittlerweile einen Androiden mit Julianas Gestalt erschaffen hat, wird Soong neidisch auf Waslowick. Kurz nach dem Tode Datas und des Transfers von dessen Gedächtnis in B-4 beginnt Soong, einen Androiden als Ersatz für Data zu bauen, weil B-4 in etwa vier Jahren mangels Ausgereiftheit nicht mehr weiter leben können wird. Ehe Soong sein Vorhaben vollenden kann, wird der fast fertige, neue Data-Android bei der Borg-Invasion 2381 vernichtet. Anfang 2384 begibt sich Soong nach Galor IV, um B-4 aus dem Daystrom-Institut zu stehlen. Jedoch kommt ihm ein Trupp Breen-Soldaten bei dem Diebstahl zuvor.

#### Gegenwart: 2384
Aus dem Labor des Sternenflottenwissenschaftlers Bruce Maddox im Daystrom-Institut auf Galor IV werden sechs Soong-Androiden gestohlen. Dazu gehören auch B4, der einzige noch funktionsfähige, die defekten Lal und Lore sowie drei Prototypen. Ein bislang unbekannter Soong-Android tritt mit der Enterprise-Crew in Kontakt und trifft eine geheime Absprache. Dann verfolgt die Enterprise ein Raumschiff, welches seinerseits ein getarntes Breen-Raumschiff verfolgt, tagelang bis zu einem Planeten. Ein Außenteam verfolgt den Gesuchten insgeheim bis auf die Planetenoberfläche. Dort stellt er sich dem Team als Dr. Noonien Soong vor. Er zeigt dem Team eine riesige Werkhalle, in der sich mehrere Tausend Soong-Androiden befinden, welche die Breen basierend auf den gestohlenen Androiden erschaffen haben. Damit wollen die Breen über eine Armee entbehrlicher Soldaten verfügen und im Typhon-Pakt an Stärke gewinnen. Das Team kann nicht verhindern, dass das Breen-Militär mit einem kleinen Raumschiff, das etwa 100 Soong-Androiden an Bord hat, den Planeten verlässt. Das Außenteam wird von den Breen unter Spionageverdacht festgenommen, während es von der Enterprise abgeschnitten ist. Choudhury, die zum Außenteam gehört, wird von einem Breen getötet. Die Enterprise versteckt sich vor einem bei dem Planeten eintreffenden Breen-Raumschiff, indem sie in die Atmosphäre eines Gasriesen abtaucht. Sie ist aber gezwungen, bald wieder aufzutauchen, auch um das Außenteam zurückzuholen. Picard lässt, nachdem er die Information über die Androidenfabrik erhalten hat, die Fabrik per Torpedobeschuss zerstören. Danach fliegen die Breen-Raumschiffe weg von dem Planeten. Ehe die Enterprise das Außenteam wieder an Bord nimmt, rettet Soong mit La Forges Hilfe B-4 kurz, bevor dieser ein Kaskadenversagen erlitten hätte. Zudem opfert sich Soong selbst für seinen Sohn Data, den er wiederbelebt, indem er Erinnerungen und Gedächtnis von Data aus B-4 in sich selbst transferiert und Data außerdem noch mit seinem eigenen Wissen versieht. Das Außenteam kehrt zusammen mit Data und B-4, der die tote Lal mitbringt, auf die Enterprise zurück. Allerdings verlässt Data die Enterprise gleich wieder, um Waslowick zu suchen. Dessen Wissen will er nutzen, um Lal wiederzubeleben.

### Lautlose Waffen
Die Breen-Konföderation sieht den Typhon-Pakt durch das Romulanische Sternenimperium nicht stark genug angeführt und strebt nach der Vorherrschaft im Pakt. Dabei geht es ihr auch darum, den taktischen Nachteil bzgl. des Slipstream-Antriebs auszugleichen, über den die Föderation im Gegensatz zum Typhon-Pakt verfügt. Im Rahmen einer Geheimoperation verwenden die Breen einige Soong-Androiden, um in eine Bank auf dem Planeten Orion einzubrechen. Orion ist eine ggü. dem Typhon-Pakt und den Khitomer-Mächten neutrale Welt. Data lässt sich durch die Sternenflotten-Geheimdienstoffizierin Thom auf Orion Informationen über Waslowick beschaffen. Wenige Stunden vor dem Einbruch in die Bank wird Thom ermordet aufgefunden und Data von der Sternenflotte unter Mordverdacht verhaftet. Parallel zu diesen Ereignissen weilt Föderationspräsidentin Bacco gerade auf Orion und führt Gespräche mit dem Gorn-Imperator Sozzerozs mit dem Ziel, dass die Gorn aus dem Typhon-Pakt austreten und Verbündete der Föderation werden. Insgeheim dient den Gorn das Gipfeltreffen, das in dem Bankgebäude stattfindet, im Auftrag der Breen nur als Vorwand, um Bacco möglichst lange an dem Ort aufzuhalten.
Das Raumschiff Sirriam, ein Abfangjäger der Föderationssicherheit, wird im Orbit von Tirana III durch die Breen überfallen und entführt. Als die Enterprise im betreffenden Planetensystem unterwegs ist, um die Sirriam zu suchen, und sie nicht finden kann, erreicht sie ein Notruf von Data von Orion. Während sich die Breen-Entführer vor der Enterprise verstecken, fliegt die Enterprise nach Orion und erhält auf Picards Forderung hin die Zusage Baccos, das Problem, in dem Data jetzt steckt, aufzuklären. Als das Enterprise-Außenteam ermittelt, dass der Bankdirektor durch einen Soong-Androiden ersetzt wurde, flüchtet dieser. Zur gleichen Zeit eröffnet ein von den Breen abgerichteter Soong-Android, der die Gestalt von Baccos Stabschefin Piniero angenommen hat, das Feuer im Konferenzraum, in dem sich gerade Bacco und Sozzerozs aufhalten. Pinieros Leiche wird wenig später gefunden. Bei dem Angriff sterben je etwa fünf Sicherheitskräfte auf beiden Seiten. Durch das Erscheinen der anderen Soong-Androiden steht Data nun nicht mehr unter dringendem Mordverdacht. Er hilft der Enterprise-Crew beim Aufklären der Geschehnisse, kann aber nicht verhindern, dass zwei weitere, unter Breen-Kontrolle stehende Soong-Androiden bis in den Schutzraum für Bacco und Sozzerozs eindringen und auf ihrem Weg dorthin ein Blutbad anrichten. Als sie in dem Raum angekommen sind und die Möglichkeit haben, die beiden Staatschefs zu töten, werden sie von Data unschädlich gemacht. Bacco hat indes längst erkannt, dass Sozzerozs mit dem Gipfeltreffen eine Hinhaltetaktik verfolgt.
Bei der Analyse der Frequenzen, unter deren Verwendung die feindlichen Androiden gesteuert wurden, findet man auf der Enterprise heraus, dass diese von dem Föderationsplaneten Pyrithia IV ausgehen. Dort entdeckt die Enterprise eine kürzlich verlassene Kommandostation der Breen, von der aus über 100, in Föderationsgebiet verteilte Soong-Androiden ferngesteuert werden. Man schlussfolgert daraus, dass eine Invasion von Androiden in die Föderation durchgeführt wird. Dies kann aber auch eine Täuschung sein, um die Föderation davon abzulenken, dass die Breen in Wirklichkeit vorhaben, die tholianische Spezies auszulöschen. Es ergibt sich, dass der Angriff auf die Bank auf Orion nur ein Ablenkungsmanöver gewesen sein muss. Dies hat indes auch Sozzerozs herausgefunden. Er ist schwer enttäuscht darüber, dass die Breen dabei seinen Tod in Kauf genommen haben. Die Breen wollten damit auch erreichen, dass die Gorn als ernstzunehmender Verhandlungspartner für die Föderation diskreditiert werden und sie somit keine Chance auf ein Bündnis mit der Föderation hätten. Aus Enttäuschung über diesen Verrat der Breen und, weil er sich zur Föderation hingezogen fühlt, lässt Sozzerozs der Föderation Informationen über den Plan der Breen zukommen.
Die Enterprise-Crew findet heraus, dass das Muster, dementsprechend die von den Breen kommandierten Androiden verteilt sind, für die Schaffung eines von Föderationssicherheitskräften freien Korridors im All dient, mit dem die Breen etwas aus dem Föderationsgebiet herausschaffen wollen. Der Ausgangspunkt des Korridors ist Tirana III, wo die Enterprise nach Maximum-Warp-Flug rasch eintrifft. Sie vereitelt, dass das Wrack eines abgestürzten Raumschiffs, das aus einem Parallel-Universum stammt, von dem offensichtlich unter Breen-Kontrolle stehenden, zivilen Raumschiff Basirico geborgen wird. Dazu lässt Picard die Basirico per Torpedobeschuss zerstören, ohne die Personen an Bord identifiziert zu haben. Als Picard dem zum Schutze der Basirico im Orbit weilenden Breen-Raumschiff Mlotek mit Beschuss droht, kehrt dieses in Breen-Territorium zurück. Brex, der die Geheimoperation der Breen verantwortet, wird daraufhin als Domo – d. h. als Staatschef – abgesetzt, unter anderem weil er einen Krieg gegen die Föderation riskiert hat, und durch Pran ersetzt.
Data verlässt die Enterprise abermals, um seine private Suche fortzusetzen. Auf einem Planeten findet er seine Mutter Juliana Tainer, von der er zu seiner Überraschung erfährt, dass Julianas Mann Waslowick von der Gemeinschaft Künstlicher Intelligenzen entführt worden ist.

### Diabolus ex Machina
Im Zentrum der Milchstraße erscheint eine immens große Maschine. Diese benutzt künstliche Wurmlöcher, um Planeten, Sterne und andere Himmelskörper in ein schwarzes Loch zu schleudern, das als Singularität Abbadon bekannt ist. Dabei zerstört sie schrittweise die Galaxis. Der Reisende Wesley Crusher ist Zeuge des Phänomens und will ihm nicht tatenlos zusehen, wohingegen seine Artgenossen resigniert weiterziehen. Nach Qs Ratschlag bittet er Picard um Hilfe. Wesley versetzt die Enterprise daraufhin per Hyperwarp an den Ort des Geschehens. Dort beginnt die Enterprise, das Phänomen zu erforschen. Man erkennt, dass die Maschine vorhat, Abbadon mit Sagittarius A* kollidieren zu lassen und die dabei entstehende Energie dazu zu nutzen, sich in die 21 Mio. Lichtjahre entfernte Galaxie Messier 101 zu transferieren. Dabei würde die gesamte Galaxis ihren Subraum verlieren, wodurch Reisen und Kommunikation per Überlichtgeschwindigkeit unmöglich und die gegenwärtigen Zivilisationen in ihrer technologischen Entwicklung weit zurückgeworfen würden. Da die Maschine offenbar eine Kolonie künstlicher Intelligenzen und somit eine Lebensform darstellt, will die Enterprise mit ihr kommunizieren. Das für den Kommunikationsversuch eingesetzte Außenteam wird jedoch von der Maschine qualvoll massakriert.
Unterdessen versucht eine Untergruppe der Gemeinschaft künstlicher Intelligenzen den von ihr inhaftierten unsterblichen Menschen Waslowick, der nunmehr Akharin heißt, zur Preisgabe der Information zu zwingen, wie man tote künstliche Intelligenzen wiederbelebt. Damit will die Gruppe, die von Gatt und dessen Stellvertreter Tyros angeführt wird, dieselbe Freiheit von der Beendigung ihrer Existenz, die Akharin in ihren Augen genießt. Die Gemeinschaft droht ihm dazu mit Gewalt gegen seine ebenfalls inhaftierte, holotronische Tochter Rhea McAdams, die Data nach wie vor liebt. Bald erscheint Data auf Gatts Raumschiff Altanexa, auf dem Rhea und Akharin gefangen sind und das mit einem Bewusstsein ausgestattet ist. Als Data Akharin besucht, wird er von Gatt auch inhaftiert, um Akharin zur Preisgabe der von der Gruppe gewünschten Information zu zwingen.
Um mit der Maschine zu kommunizieren, bittet die Enterprise-Crew Data um Hilfe und schickt dazu Wesley aus, der sich daraufhin auf die Altanexa transferiert. Gatt willigt vorgeblich ein, dass Data an Bord der Altanexa zum Zentrum der Galaxis und damit zu der Maschine und der Enterprise gebracht werden darf. Nachdem die Altanexa dort angekommen ist, verweigert Gatt der Enterprise die Hilfe. Er erklärt Picard zu dessen Schock, dass er die Pläne der Maschine gutheißt und unterstützen will. Damit will er erreichen, dass die Gemeinschaft künstlicher Intelligenzen sich mit dem Elektrischen Körper vereinigt, von dem die Maschine gesteuert wird, dass sie dadurch auch unsterblich wird und dass die Galaxis von der „Seuche organischen Lebens“ befreit wird.
Gatt zwingt Data dazu, Akharin barbarisch zu foltern und damit zur Preisgabe der nach wie vor gewünschten Information zu zwingen. Mit der daraufhin erhaltenen Information möchte Gatt, der von Tyros als fanatisch beurteilt wird, die Maschine dazu bewegen, in sein Anliegen einzuwilligen. Während Gatt sein Vorhaben vorantreibt, rebelliert Tyros gegen ihn und bricht aus der Gefangenschaft aus, in die ihn Gatt indes gesteckt hat. Als er dabei Data, Akharin und Rhea befreien will, wird er von Gatt bemerkt.
Die Maschine lehnt Gatts Anliegen ab, nachdem sie bemerkt hat, dass Tyros sein wahres Selbst mit seiner physischen Form gleichsetzt, und sie Gatts Argumentation insofern als unschlüssig beurteilt. Etwas später gelingt es der Enterprise, mit der Maschine zu kommunizieren. Diese lässt sich jedoch nach wie vor nicht überzeugen, von ihrer Mission abzulassen, und versucht Gatt auf der Altanexa zu zerstören, wodurch die Altanexa in den Gravitationsstrudel eines von der Maschine erschaffenen Wurmlochs gesogen wird.
Data flieht nimmt Gatt gefangen und flieht mit ihm in einem Shuttle von Bord der Altanexa, die in der Akkretionsscheibe von Abbadon vernichtet wird. Ehe Data mit Gatt auf die Enterprise zurückkehrt, kann er noch Akharin retten, wobei er allerdings – wie bei einer Qual der Wahl – Rhea sterben lässt. Wenige Minuten, bevor das Werk der Maschine vollendet wäre, können Data, Wesley und Picard nach der Erkenntnis, die Maschine erschaffe ein für die Nachwelt zu erhaltendes Kunstwerk, die Maschine davon überzeugen, es abzubrechen. Die Lösung beinhaltet die Hilfe der Reisenden und die Schaffung eines kosmischen Netzwerks, das alle Galaxien miteinander verbindet.
Data lässt Gatt, der sein Verhalten nun als Fehler einsieht, zur Gemeinschaft der künstlichen Intelligenzen zurückkehren und sich von Akharin seine Tochter Lal wiederbeleben.